# Финансовая деятельность государства
Финансовая деятельность государства — реализация финансовой политики государства,
- является составной частью механизма социального управления и представляет собой разновидность государственной и юридической деятельности, носящей публичный характер. Государством реализуется как монетарная, фискальная, так и деятельность в рамках отдельных проектов. Осуществляется в пределах предоставленной компетенции всеми органами государственной власти и местного самоуправления.
- основанная на правовых нормах публичная деятельность субъектов финансовых правоотношений по созданию оптимального механизма финансово-правового регулирования в целях планомерного аккумулирования, распределения и использования централизованных и децентрализованных денежных фондов общего значения.

## Финансовая деятельность муниципальных образований
Финансовая деятельность муниципальных образований — осуществление соответствующим муниципальным образованием в лице компетентных органов, функций по планомерному аккумулированию, использованию централизованных и децентрализованных фондов денежных средств в целях осуществления публичных задач и функций местного самоуправления, а также делегированных полномочий государства.

## Особенности
1. Обязательное участие государства / муниципального органа (в лице компетентных органов)
2. Направленность на принятие юридически значимых решений посредством реализации государством его правотворческой функции.
3. Оформление принятого юридически значимого решения в соответствующий НПА, имеющий официальный и общезначимый характер.
4. Юридическое значение результатов деятельности для всех субъектов финансовых правоотношений.
5. Осуществление этой деятельности в строго регламентированном порядке.

Объект Финансовой деятельности — отношения собственности, доходы накопления, прибыль, а также собственные экономические ресурсы государства и муниципальных образований.

## Формы
1. Правовые
  -  издание правовых актов, носящих финансово-правовой характер;
  -  издание индивидуальных правовых актов;
  -  заключение договоров, связанных с соблюдением и расходованием государственных и муниципальных средств;
  -  реализация государством в лице управляющего органа своих прав и обязанностей субъекта правоотношения, возникающих в процессе правоотношения;
  -  привлечение к ответственности лиц, совершающих правонарушения в сфере финансовых правоотношений.
2. Неправовые
  -  проведение совещаний;
  -  финансово-экономический анализ;
  -  прогнозирование;
  -  разъяснение финансового законодательства.

## Методы
1. Аккумуляции (применимы способы демобилизации доходных источников для оформления стабилизационных фондов (общего обязательного страхования, воинский учет, государственный кредиты)
2. Распределение (метод выделения трансферта — а) дотации; б) субвенции; в) субсидии; г) процентных отчислений)
3. Кредитование.

## Функции
1. образование муниципальных и денежных фондов
2. распределение денежных ресурсов
3. использование денежных ресурсов
4. контроль за движением финансовых ресурсов
5. эмиссия денежных знаков

## Принципы
1. Общеправовые:
  - законность;
  - гласность;
  - плановость;
  - федерализм;
2. Специально-правовые:
  - единство финансовой политики и денежной системы РФ;
  - финансовая самостоятельность территориальных образований;
  - достоверность, полнота, гласность;
  - финансовое планирование;
  - соблюдение финансовой дисциплины;
  - адресность.